# Mario Corso
Mario Corso   (Verona, 25 d'agost de 1941 - Milà, 20 de juny de 2020), conegut com a Mariolino, fou un exfutbolista italià de la dècada de 1960 i entrenador.
Un dels futbolistes italians més important del seu temps, fou conegut com "la cama esquerra de Déu". La major part de la seva carrera la passà a l'Inter de Milà, formant part de l'equip d'Helenio Herrera conegut com el Grande Inter.
Va jugar com a titular la final de la Copa d'Europa de 1964, que l'Inter va guanyar contra el Reial Madrid per 3 a 1 al Praterstadion de Viena, la primera victòria del club en la competició. També va jugar com a titular la final de la Copa d'Europa de 1965, que l'Inter va guanyar contra el SL Benfica per 1 a 0 a San Siro, la segona victòria consecutiva de l'Inter en la competició.
El 1967 va jugar com a titular la final de la Copa d'Europa, que l'Inter va perdre contra el Celtic FC per 2 a 1 a l'Estádio Nacional de Lisboa.
Acabà la seva carrera al Genoa CFC.
Fou 23 cops internacional amb la selecció italiana.

## Palmarès
Inter de Milà
- Serie A: 1962-63, 1964-65, 1965-66, 1970-71
- Copa d'Europa de futbol: 1963-64, 1964-65
- Copa Intercontinental de futbol: 1964, 1965

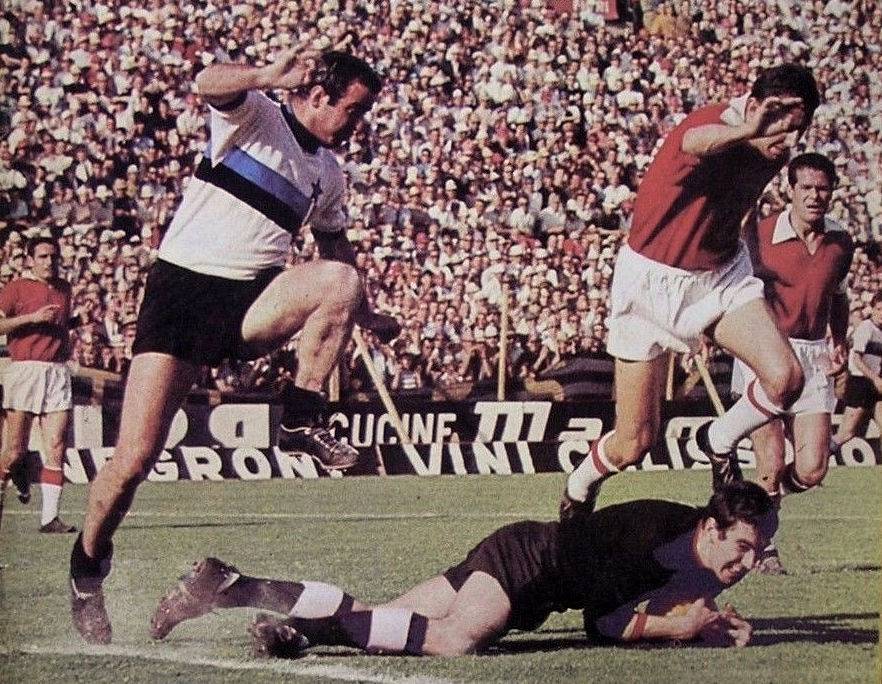
Mario Corso i Dino Zoff.

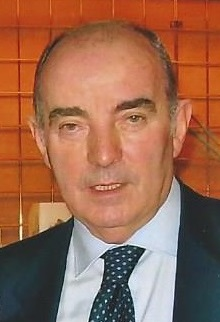
Mario Corso el 2008.